# Flanderisation

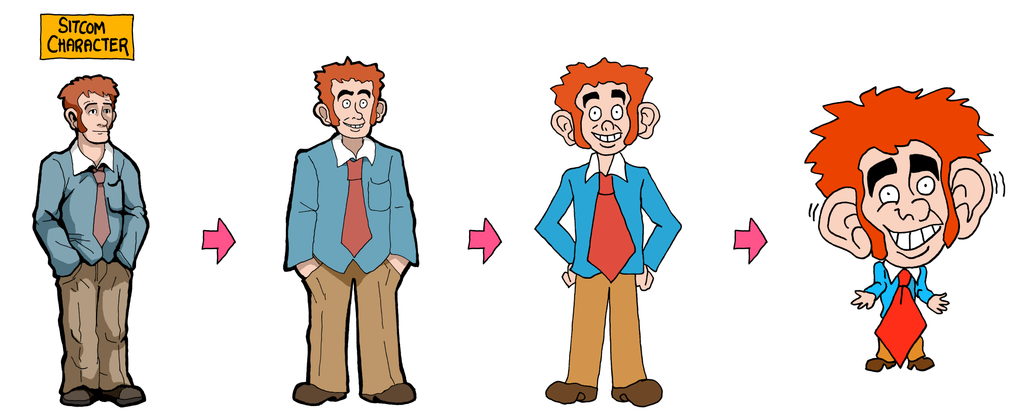
Exemple dessiné de flanderisation : au fil du temps, certaines caractéristiques du personnage sont exagérées tandis que des détails sont perdus, au point que le personnage devient une caricature de ce qu'il était.

La flanderisation est le processus par lequel les traits essentiels d'un personnage fictif sont exagérés au cours d'une œuvre sérielle. Le terme flanderization est inventé par TV Tropes en référence à Ned Flanders, un personnage du dessin animé Les Simpson. Ce dernier est caricaturé au cours de la série depuis un voisin religieux amical et au bon cœur à un fondamentaliste évangélique.
La flanderisation est analysée comme un aspect des œuvres sérielles, en particulier des sitcoms télévisées, qui démontre le déclin progressif d'une œuvre.

## Définition et étymologie
La flanderisation est le processus par lequel un seul élément de la personnalité d'un personnage, souvent à l'origine un élément relativement peu marqué, prend de l'importance au cours d'une œuvre jusqu'à ce qu'il devienne sa caractéristique principale. Ce terme est inventé par TV Tropes, un wiki axé sur la culture populaire, en référence au personnage de Ned Flanders,.
Ned Flanders est en lui-même un exemple complexe de flanderisation, ayant subi ce processus pendant certaines saisons de la série avant de revenir une fois de plus à une représentation similaire à celle d'origine. Originellement « peut-être la seule personne véritablement bien intentionnée et de bonne humeur à Springfield », Ned Flanders est initialement destiné à être un voisin idéal (« ennuyeux et parfait ») afin de servir de contraste et de repoussoir à Homer Simpson. En tant qu'homme profondément religieux et pratiquant, sa foi était destinée à contraster avec le manque de sophistication religieuse d'Homer. Cependant, au cours de la diffusion de l'émission, Ned Flanders se retrouve simplifié en un fondamentaliste religieux dont le christianisme est la principale caractéristique.
Si la flanderisation est principalement évoquée à propos de personnages de fiction, elle peut également être appliquée à des personnes réelles ou encore à des événements historiques[réf. nécessaire].

## Exemples
La flanderisation est un phénomène répandu dans les séries de fiction.
Dans sa série d'origine des Simpson, il a été observé  sur le personnage de Ned Flanders mais aussi chez d'autres personnages ; Lisa Simpson est ainsi considérée comme un exemple classique du phénomène, ayant été encore plus flanderisée que Flanders lui-même. Amelia Tait, de Vice News, commente notamment : « Il est ironique que le fait de réduire un personnage à un seul trait de caractère soit appelé "flanderisation", alors que Lisa Simpson est le personnage le plus flanderisé de l'histoire de la télévision. » Le cas spécifique de Ned Flanders est analysé comme un symptôme du déclin général des Simpson, autrefois l'une des sitcoms les plus populaires de l'histoire de la télévision et connue pour le dynamisme de ses personnages.
D'autres œuvres ont également été critiquées pour la flanderisation de leurs personnages. Plusieurs personnages de la version américaine de The Office, comme Kevin Malone, ont été désignés par ce terme. Family Guy a également été mis en avant comme exemple marquant, notamment avec les personnages de Brian et Peter Griffin. D'autres émissions de télévision critiquées pour la flanderisation incluent Bob l'éponge, Silicon Valley, et Dragon Ball Super.
Bien que la principale référence pour la flanderisation soit la télévision, d'autres médias peuvent mettre en scène des personnages fictifs qui présentent une flanderisation. De nombreux personnages de films ont été décrits comme flanderisés dans une suite ou une franchise par rapport à leur représentation originale. La flanderisation au cinéma est particulièrement répandue dans les films d'horreur, en particulier les slashers.
La flanderisation est aussi décrite comme un piège pour les jeux de rôle sur table, où des personnages complexes sont souvent joués pendant de longues périodes par des écrivains amateurs. La pratique consistant à créer des personnages de jeu de rôle autour de bizarreries uniques est mentionnée comme une cause fréquente de flanderisation. En plus des personnages joueurs, les personnages non-joueurs dans les jeux de rôle sont fréquemment flanderisés, en raison de la nécessité pour un seul meneur de jeu d'incarner plusieurs personnages.
La flanderisation est finalement discutée dans le contexte de phénomènes du monde réel, tels que les sous-cultures flanderisées par la culture dominante sous des formes plus simples et plus accessibles ; un exemple de ceci est le stéréotype beatnik de la Beat Generation. Un autre exemple de flanderisation du monde réel est la tendance des musiciens, en particulier ceux associés aux médias sociaux tels que TikTok et SoundCloud, à simplifier leur personnalité musicale après avoir trouvé un certain succès commercial. Les musiciens accusés de flanderisation incluent Lil Pump, Lil Yachty et Flo Milli.

## Interprétation
La flanderisation a été décrite comme symptomatique d'une baisse de la qualité de l'écriture. De plus, elle est utilisée comme argument contre la création de suites pour une œuvre. Certaines œuvres ont consciemment tenté d'éviter la flanderisation, comme Rick et Morty.
Le cas particulier de Ned Flanders attire particulièrement l'attention. Un débat existe sur la question de savoir si Flanders est un personnage constamment flanderisé ou s'il est revenu plus tard à une représentation plus complexe et dynamique,. La pertinence du terme «flanderisation» est ainsi contestée, car de nombreux personnages des Simpson ont subi le processus de caricature, et Ned Flanders n'en est peut-être pas le cas le plus extrême,. En tant que principal représentant du christianisme dans Les Simpson et en tant que l'un des personnages de fiction chrétiens les plus célèbres aux États-Unis, la simplification de Ned Flanders en tant que personnage a fait l'objet de critiques, d'études et de réinterprétations.